# Leilasteridae
Famille
Les Leilasteridae sont une famille d'étoiles de mer de l'ordre des Valvatida.

## Liste des genres
Selon World Register of Marine Species (30 mai 2014) :
- genre Leilaster A.H. Clark, 1938
  - Leilaster radians (Perrier, 1881)
  - Leilaster spinulosus Aziz & Jangoux, 1985
- genre Mirastrella Fisher, 1940
  - Mirastrella biradialis Fisher, 1940

## Publication originale
- Michel Jangoux et Aznam Aziz, « Les astérides (Echinodermata) récoltés autour de l'île de la Réunion par le N.O. Marion-Dufresne en 1982 », Bulletin du Muséum national d'histoire naturelle. Section A, Zoologie, biologie et écologie animales, Paris, Muséum national d'histoire naturelle, vol. 4, no 10,‎ 1988, p. 631-650 (ISSN 0181-0626 et 3038-9895, OCLC 436447503, BNF 34354410, lire en ligne).